# 隙魔
『隙魔』（すきま、英語: Evil Apartment）は、2005年に発売された日本のオリジナルビデオ作品である。

## 概要
とある高層団地で巻き起こる怪奇現象を描いたホラー作品で、2005年9月22日に本作のDVDが発売された。さらに本作のメイキング映像を実録心霊シリーズ第3弾とした『撮影現場 心霊ファイル ～劇映画「隙魔」の撮影現場より～』が同年12月23日に発売。前出の2作をまとめたアンビリーバブル版プロデューサーズカットが2011年7月29日に発売された。
撮影時の仮タイトルは『幽霊団地』であったが、諸事情により現タイトルに改められている。

## ストーリー
「夕暮れ時の団地の帰り道、背後から「はぁはぁ」と息遣いを聞かせて走ってくる少女が肩をぽんぽんと叩く。肩を叩かれても決して振り向いてはいけない。振り向いても誰もいない。振り向いたら最後、その者は三日後に必ず死ぬ」
とある高層団地群に住む女子高生の村上ルミは、学校帰りに団地で語られているこの都市伝説を聞く。その後、肩を叩かれ振り向くと、そこにいたのはルミに万引きの嫌疑をかけるコンビニ店長だった。ルミは慕っている音楽教諭の高松サエコに身元引受してもらい解放される。サエコとともに帰途につくルミだったが、再び何者かに肩を叩かれ噂を知らないサエコも振り返ると、同じ団地に住む少女のユキが迷子になって立ちすくんでいた。ユキを道案内するサエコと別れ、一人帰路につくルミだったが、背後からの息遣いを察知し注意を促すために振り返る。しかし、そこには誰もおらず、サエコとユキ、さらに通りすがりの男性サラリーマンまでもが振り向きルミと同時に顔を合わせた。4人以外は普段通りの高層団地郡の穏やかな光景だった。帰宅したその夜、ルミは水の滴る不気味な音に導かれて団地の屋上へ赴き、サエコ、ユキ、サラリーマンも音に誘い出されて屋上にやって来る。そして音に誘導されたサラリーマンが欄干に接近し、棟と棟の隙間に転落。警察の捜索もむなしく彼の姿が発見されない。この事件を境にルミの日常が大きく狂いだしていく。

## キャスト
- 村上ルミ  - 野村恵里
- ルミの母 - 山口美也子
- 高松サエコ - 米里友利
- 佐々木ハルナ - 宇佐美なな
- ユキ - 小倉唯
- 鍋島さん - 伊藤さやか

## スタッフ
|                            | 隙魔                     | 実録心霊シリーズ 撮影現場 心霊ファイル ～劇映画「隙魔」の撮影現場より～ |
| -------------------------- | ------------------------ | ----------------------------------------------------------------------- |
| 監督                       | 中田圭                   |                                                                         |
| 脚本                       | 林民夫                   |                                                                         |
| 構成・演出                 | N/A                      | 本田隆一                                                                |
| ナレーション               | N/A                      | 志水正義                                                                |
| 音楽                       | 清水真理                 | 清水真理                                                                |
| 撮影                       | 越智宏亮                 | 加藤智則                                                                |
| 撮影協力                   |                          | 映広                                                                    |
| 照明                       | 柴田信弘                 | 成瀬知一                                                                |
| 録音                       | 大宮健司                 |                                                                         |
| 美術                       | 石毛朗、松塚隆史         |                                                                         |
| 助監督                     | 伊藤大輔                 |                                                                         |
| 制作担当                   | 仲野俊隆                 |                                                                         |
| キャステングプロデューサー | 松本治明                 |                                                                         |
| ポストプロプロデューサー   | 小島透                   |                                                                         |
| 編集                       | 渡辺孝浩                 | 掛水香苗                                                                |
| 効果                       | 伊東晃                   |                                                                         |
| 製作                       | 松下順一                 | 松下順一                                                                |
| 企画                       | 円谷粲、加藤東司         | 円谷粲、加藤東司                                                        |
| プロデューサー             | 小貫英樹                 | 小貫英樹                                                                |
| プロデューサー             | 今井朝幸                 |                                                                         |
| 制作協力                   | 円谷エンターテインメント | 円谷エンターテインメント                                                |
| 製作                       | アートポート             | アートポート                                                            |